# Nœud lymphatique delto-pectoral
Les nœuds lymphatiques delto-pectoraux (ou ganglions lymphatiques du sillon delto-pectoral) sont un ou deux ganglions se trouvant à côté de la veine céphalique, entre le muscle grand pectoral et le muscle deltoïde, immédiatement sous la clavicule.
Ils sont drainés par les nœuds lymphatiques axillaires apicaux.

## Galerie

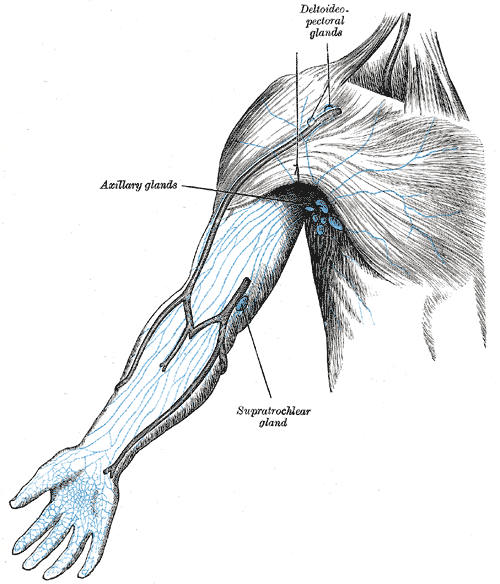
Les ganglions lymphatiques superficiels et les vaisseaux lymphatiques du membre supérieur.